# Natalie Davison (piragüista)
Natalie Davison (Ottawa, 12 de enero de 1992) es una deportista canadiense que compite en piragüismo en la modalidad de aguas tranquilas. En los Juegos Panamericanos de 2023 obtuvo una medalla de plata en la prueba de K4 500 m.

## Palmarés internacional
| Juegos Panamericanos | Juegos Panamericanos | Juegos Panamericanos | Juegos Panamericanos |
| Año                  | Lugar                | Medalla              | Competición          |
| -------------------- | -------------------- | -------------------- | -------------------- |
| 2023                 | Santiago (Chile)     | Medalla de plata     | K4 500 m             |